# Гукасян, Андриас Маратович
Андриас Маратович Гукасян (арм. Անդրիաս Մարատի Ղուկասյան; род. 12 мая 1970, Ереван, Армения) — армянский политический деятель, экс-кандидат в президенты Армении в 2013 году, председатель Совета учредителей компании «Радио Ай». Женат на дочери архитектора Артура Тарханяна — Анаит Тарханян.
На президентских выборах в Армении 18 февраля 2013 года Гукасян набрал 8329 голосов избирателей (0,57%).

## Биография
В 1987 году окончил среднюю школу N83 (Ереван) и поступил в Ереванский государственный университет. В 1988—1989 годах служил в рядах Советской армии. В 1994 году окончил учебу в ЕГУ и получил квалификацию экономиста-матеметика, а в 2005 году закончил Санкт-Петербургский институт внешнеэкономических связей, экономики и права, получив степень бакалавра по специальности правоведение.
В 1998 году основал и до следующего года руководил консалтинговую компанию «Бизнес партнер». С 1999 года Гукасян возглавляет ООО «Радио Ай», занимая должность председателя Совета учредителей компании. В 2002 — 2003 годах основал и возглавлял юридическую консалтинговую компанию «Вардазарян и Гукасян», а в 2004 — 2008 годах являлся представителем ЗАО «Кавказская коммуникационная группа» в ЗАО «Гостиничный комплекс Двин». После этого основал и руководил до 2010 года правозащитную общественную организацию «Комитет за и против СССР».

### 2013 год
В 2013 году был кандидатом на выборах президента Армении, которые состоялись 18 февраля. 21 января начал бессрочную голодовку на проспекте Баграмяна перед зданием Национальной академии наук, после того как ЦИК Армении отказался удовлетворить его требования: признать недействительной регистрацию кандидатуры президента Сержа Саргсяна. Голодовку закончил 19 февраля.
В конце января радиостанция «Голос России» в одностороннем порядке разорвала договор с армянской радиостанцией «Радио Ай». По информации СМИ причиной разрыва договора стала объявленная Андреасом Гукасяном голодовка в связи с фальшивыми выборами в Армении.
В марте во время митинга Раффи Ованнисяна, Гукасян отметил: «Серж Саргсян не покидает резиденцию президента только потому что пока не весь народ вышел на улицы. Каждая деревня должна стать очагом революции».
9 апреля Гукасян выступил с заявлением, что те граждане, которые не согласны с решением Раффи Ованнисяна, оставались на проспекте Баграмяна столько времени, пока проспект не будет открыт и отметил, что те люди, которые готовы к тому, что могут быть и арестованы, и подвергнуты насилию, тот сегмент общества, который согласен с этим решением, готовятся к сидячей забастовке. После этого он был подвергнут приводу в полицейский участок.

### 2015 год
Утром 23 июня полиция разогнала протестующих в центре Еревана, применив против них водомёты. 237 участников ереванской акции были задержаны, среди них был также Андриас Гукасян. Все задержанные протестующие в тот же день были отпущены. 29 июня на проспекте Баграмян Гукасян призвал полицейских прекратить уголовное дело по факту того, что активисты взяли мусорные баки.
В июле Гукасян стал одним из координаторов новой гражданской инициативы «Вставай, Армения!». В октябре, как координатор гражданской инициативы «Вставай, Армения!», вошел в состав политсовета ФОС (Фронт общественного спасения) «Новая Армения», целью которого является отстранение от должности действующего президента страны Сержа Саргсяна и отказ от проведения утверждённых президентом конституционных реформ.

### Арест Андриаса Гукасяна
В ночь на 29 июля 2016 года Андриас Гукасян был подвергнут приводу в Главное управление по борьбе с организованной преступностью (6-е управление), после этого его арестовали. Он подозревается в организации массовых беспорядков.

### 2018 год
7 мая 2018 года суд удовлетворил ходатайство адвокатов об изменении меры пресечения члену оппозиционного движения «Новая Армения» Андриасу Гукасяну, заменив содержание под стражей подпиской о невыезде, но уголовное дело не прекратили.
В июле 2018 года, уже после апрельской революции, Андриас Гукасян создал Армянскую конструктивную партию. Созданию партии предшествовало гражданское движение «Вставай Армения», которое начиная с июля 2015 года вело протестную борьбу за честные выборы и демократические реформы в Армении.

### 2020—2021 годы
Андриас Гукасян о войне между Арменией и Азербайджаном в 2020 году: „Я ещё в 2008 году писал, что Азербайджан вооружается, что он приобретает системы залпового огня «Смерч». Тогда их было у Азербайджана всего восемнадцать. Сейчас, перед этой войной, их у Азербайджана было пятьдесят. ...за эти 44 дня войны, как минимум половина погибших солдат убита российскими системами залпового огня «Смерч», а города разрушены белорусскими системами «Полонез»“.
В конце мая 2021 года лидер Конструктивной партии Армении Андриас Гукасян призвал население страны начать акцию гражданского неповиновения против подписания соглашения с Азербайджаном, которое он считает шагом к сдаче Нагорного Карабаха.
Для участия в досрочных парламентских выборах 2021 года Армянская конструктивная партия вошла в предвыборный блок «Свободная Родина».